# Francesco Boccia
Francesco Boccia, né le 18 mars 1968 à Bisceglie, est un homme politique italien. 
Il est ministre pour les Affaires régionales et les Autonomies du 5 septembre 2019 au 13 février 2021 dans le gouvernement Conte II. Son épouse est l’ex-ministre Nunzia De Girolamo.
Le 28 mars 2023, il est nommé par la secrétaire du PD Elly Schlein à la fonction de Président du groupe parlementaire au Sénat, élu par acclamation.